# Списък на реките в Южна Дакота
Списъкът на реките в Южна Дакота включва основните реки, които текат в щата Южна Дакота, Съединените американски щати.
Територията на щата попада почти изцяло във водосборния басейн на река Мисисипи. Само най-североизточната част на щата се отводнява чрез Северна Ред Ривър в Северния ледовит океан.

## По речни системи
Мисури
- Мисури
  - Биг Сиукс Ривър
  - Вермилиън
  - Джеймс
    - Търтъл Крийк
    - Снейк Крийк
    - Елм Ривър

  - Окободжо Крийк
  - Спринг Крийк
  - Ниобрара (Небраска)
    - Кея Паха

  - Уайт Ривър
    - Литъл Уайт Ривър

  - Бед Ривър
  - Шайен
    - Чери Крийк
    - Елк Крийк
    - Бокселдър Крийк
    - Рапид Крийк
    - Спринг Крийк
    - Бел Фурш

  - Моро
  - Гранд Ривър
    - Норд Форк
    - Саут Форк

  - Литъл Мисури

Северна Ред Ривър
- Северна Ред Ривър (Северна Дакота, Минесота)
  - Бойс де Сиукс Ривър

## По азбучен ред
- Бед Ривър
- Бел Фурш
- Биг Сиукс Ривър
- Бокселдър Крийк
- Вермилиън
- Гранд Ривър
- Джеймс
- Елк Крийк
- Елм Ривър
- Кея Паха
- Литъл Мисури
- Литъл Уайт Ривър
- Мисури
- Моро
- Окободжо Крийк
- Рапид Крийк
- Снейк Крийк
- Спринг Крийк (Мисури)
- Спринг Крийк (Шайен)
- Търтъл Крийк
- Уайт Ривър
- Чери Крийк
- Шайен